# الرعب الأحمر الأول

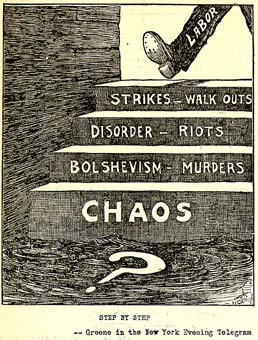
كاريكتير سياسي بعنوان "خطوة بخطوة"

كان الرعب الأحمر الأول فترة شهدها مطلع القرن العشرين من تاريخ الولايات المتحدة اتسمت بخوف واسع الانتشار من تطرف أقصى اليسار، بما في ذلك البلشفية واللاسلطوية ولم يكن مقتصرًا عليهما، تسببت به أحداث حقيقية ومتخيلة، اشتملت الأحداث الحقيقية على ثورة أكتوبر الروسية في عام 1917 والتفجيرات اللاسلطوية. في أوج الرعب الأحمر الأول خلال عامي 1919 و1920، أفضت المخاوف بشأن آثار التحريض السياسي الراديكالي في المجتمع الأمريكي والانتشار المزعوم للشيوعية واللاسلطوية في الحركة العمالية الأمريكية إلى تغذية شعور عام بالقلق.
تعود جذور الرعب إلى العصبية القومية التي سادت في الحرب العالمية الأولى وأيضًا في الثورة الروسية. عند نهاية الحرب، وفي أعقاب ثورة أكتوبر، تراءى خطر الثورة الشيوعية في إجراءات اتحادات نقابات العمال، التي كان من بينها حالات متباينة كالإضراب العام في سياتل وإضراب شرطة بوسطن ومن ثم حملة التفجيرات التي نفذتها جماعات لاسلطوية ضد رجال أعمال وزعماء سياسيين. بعد أن أثارته الاضطرابات العمالية والتفجيرات، ومن ثم تأجيجه عبر مداهمات بالمر ومحاولات من قبل المدعي العام في الولايات المتحدة إيه. ميتشل بالمر قمع المنظمات المتطرفة، اتسم الرعب الأحمر بلهجة مبالغ في شدتها وبحملات تفتيش ومصادرات غير قانونية، واعتقالات وتوقيفات دون ترخيص وترحيل عدة مئات من الراديكاليين واللاسلطويين. إضافة إلى ذلك، كانت الحركة الأهلانية المناوئة للهجرة التي شهدت تناميًا بين المواطنين الأمريكيين تنظر إلى الهجرة المتزايدة من أوروبا الجنوبية وأوروبا الشرقية كتهديد للاستقرار الاجتماعي والسياسي الأمريكي.
باتت البلشفية وخطر ثورة تلهمها الشيوعية في الولايات المتحدة تفسيرًا طاغيًا على التحديات التي كان يواجهها النظام الاجتماعي، حتى أنها كانت تفسيرًا لأحداث غير ذات صلة إلى درجة كبيرة كحوادث العنف العنصري الجماعي في الولايات المتحدة خلال الصيف الأحمر لعام 1919. استُخدم الخوف من الراديكالية لتبرير قمع حرية التعبير التي اتخذت شكل رفع أعلام ولافتات معينة. في أبريل من عام 1920، بلغت المخاوف ذروتها حين طلب جاي. إدغار هوفر أن تكون الأمة على أهبة الاستعداد لانتفاضة دموية في يوم مايو. تحضرت الشرطة والميليشيات لما هو أسوأ، إلا أن يوم مايو مر دون أية حوادث. بعد مدة قصيرة، انقلب الرأي العام والمحاكم ضد بالمر، ليضعا نهاية لمداهماته وللرعب الأحمر الأول.

## الجذور
كان السبب المباشر وراء الرعب الأحمر الأول ازدياد الأعمال التخريبية التي قامت بها عناصر أجنبية ويسارية في الولايات المتحدة، ولا سيما الأتباع المسلحين للويجي غالياني، وفي محاولات حكومة الولايات المتحدة قمع الاحتجاجات وكسب وجهات نظر شعبية مؤيدة لدخول الولايات المتحدة للحرب العالمية الأولى. مع نهاية القرن التاسع عشر وقبل صعود الحركة اللاسلطوية الغاليانية، كانت قضية هايماركت لعام 1886 قد تسببت بتزايد فعلي لمخاوف الرأي العام الأمريكي من العناصر اللاسلطوية الأجنبية والعناصر الاشتراكية الراديكالية داخل الحركة العمالية الأمريكية الوليدة. في عام 1917، أسس الرئيس وودرو ويلسون لجنة المعلومات العامة لتعميم ونشر الدعاية المعادية لألمانيا والمؤيدة للحلفاء والأخبار الأخرى. وبهدف زيادة فعالية اللجنة، عطل مكتب التحقيق (اسم مكتب التحقيقات الفيدرالي حتى عام 1935) عمل المنظمات الألمانية الأمريكية والنقابات والمنظمات اليسارية عن طريق المداهمات والاعتقالات والعملاء المحرضين والملاحقة القانونية. كانت الجماعات الثورية والسلمية، مثل الحزب الاشتراكي في أمريكا وعمال العالم الصناعيين (آي دبليو دبليو يُعرف أعضاؤها بالمتذبذبين)، معارضة للحرب بشدة. وكان العديد من قادة هذه الجماعات، وعلى وجه التحديد يوجين في. ديبس، قد حوكموا بسبب إلقائهم خطابات حثوا فيها على مقاومة التجنيد الإجباري. وقُدم للمحاكمة أيضًا أعضاء من حزب غادار في محاكمة المؤامرة الهندوسية الألمانية. وكان الكونغرس الأمريكي قد ساهم أيضًا في هذا الجهد مع إقرار قانون التجسس في عام 1917 وقانون التحريض لعام 1918 وقانون الهجرة لعام 1918. جرّم قانون التجسس التدخل في عمليات الجيش أو نجاحه، ومنع قانون التحريض الأمريكيين من استخدام «لغة غير مخلصة أو معادية أو بذيئة أو مهينة» لحكومة الولايات المتحدة أو العلم الأمريكي أو القوات المسلحة الأمريكية خلال الحرب. استهدف قانون الهجرة لعام 1918 اللاسلطويين بالاسم واستُخدم لترحيل إيما غولدمان ولويجي غالياني من بين آخرين.
بعد انتهاء الحرب رسميًا، تناقصت تحقيقات الحكومة إلا أنها لم تتوقف. إذ سرعان ما استؤنفت في سياق الثورة البلشفية عام 1917 وتدخل الحلفاء في الحرب الأهلية الروسية والإرهاب الأحمر.

## تطور الأحداث

### الإضراب العام في سياتل
في 21 يناير 1919، أضرب 35 ألف عامل في حوض بناء السفن في سياتل مطالبين بزيادة في الأجور. وناشدوا مجلس العمل المركزي في سياتل للحصول على الدعم من النقابات الأخرى ولاقوا حماسًا كبيرًا. في غضون أسبوعين، في يوم 3 فبراير انضم ما يزيد عن 100 نقابة محلية في دعوة إلى إضراب يبدأ صباح يوم 6 فبراير. تسبب العدد الإجمالي للمضربين الذي بلغ 60 ألفًا بشلل الأنشطة العادية في المدينة كخدمة عربات الترام والمدارس والتجارة العادية، في حين حافظت لجنة الإضاب العامة على النظام ووفرت الخدمات الأساسية كجمع القمامة وتوصيل الحليب.
حتى قبل بدء الإضراب، طلبت الصحافة أن تعيد النقابات النظر في المسألة. كانت الصحافة خائفة جزئيًا من بعض خطابات العمال، مثل افتتاحية صحيفة العمال التي أعلنت: «إننا نخطو أكبر خطوة على الإطلاق خطاها العمال في هذه البلاد ... إننا نختار طريقًا يذهب بنا نحو المجهول». رأت الصحف اليومية في الإضراب العام استيرادًا خارجيًا: تحدث أحدهم مدينًا الإضراب العام «هذه أمريكا، وليست روسيا». كان الجزء غير المضرب من سكان سياتل يتوقعون الأسوأ وبدأوا بتخزين الطعام. وباعت المتاجر مخزونها من الأسلحة.
أعلن عمدة سياتل أولي هانسون أنه كان يملك تحت إمرته 1500 شرطي و1500 جندي فيدرالي لإخماد أي اضطرابات. وأشرف شخصيًا على انتشارهم في جميع أنحاء المدينة. قال «لقد حان الوقت لكي يظهر الناس في سياتل نزعتهم الأمريكية .... لا يجوز أن يدير الفوضويون شؤون هذا المجتمع». ووعد باستخدامهم ليحلوا محل العمال المضربين، إلا أنه لم ينفذ تهديده هذا.
في غضون ذلك، أدركت القيادة الوطنية لاتحاد العمل الأمريكي والقادة الدوليون لبعض محليات سياتل القدرة التحريضية للإضراب في أعين الشعب الأمريكي والطبقة الوسطى في سياتل. جعلت الصحافة ورد الفعل السياسي الدفاع عن الإضراب أمرًا متعذرًا، وكانوا يخشون أن يخسر عمال سياتل المكاسب التي تحققت خلال الحرب في حال استمرت. وصفت الصحافة الوطنية الإضراب العام ب«الماركسي» وبأنه «حركة ثورية تستهدف الحكومة القائمة». تحدثت صحيفة شيكاغو تريبيون «إنه مجرد خطوة متوسطة من بيتروغراد إلى سياتل».
بحلول 8 فبراير، بدأت بعض النقابات في العودة إلى العمل بناءًا على طلب قادتها. عاد بعض العمال إلى العمل كأفراد، ربما خوفًا من فقدان وظائفهم إذا نفذ العمدة تهديداته أو كرد فعل على ضغوط الحياة في ظل الإضراب العام. أوصت اللجنة التنفيذية للجنة الإضراب العام أولًا بإنهاء الإضراب في 8 فبراير إلا أنها خسرت ذلك التصويت. في نهاية المطاف وفي يوم 10 فبراير، صوتت لجنة الإضراب العامة على إنهاء الإضراب في اليوم التالي. استمر الإضراب الرئيسي في أحواض بناء السفن.